# Декејтур (Индијана)
Декејтур (енгл. Decatur) град је у америчкој савезној држави Индијана.

## Демографија
По попису из 2010. године број становника је 9.405, што је 123 (-1,3%) становника мање него 2000. године.
| Група             | 2000.         | 2010.         |
| Белци             | 8.675 (91,0%) | 8.437 (89,7%) |
| Афроамериканци    | 23 (0,2%)     | 51 (0,5%)     |
| Азијати           | 34 (0,4%)     | 34 (0,4%)     |
| Хиспаноамериканци | 733 (7,7%)    | 790 (8,4%)    |
| Укупно            | 9.528         | 9.405         |